# Cabo Dondra
Dondra (em tâmil: தேவேந்திரமுனை; ou Dondra Head em inglês)  é um cabo no extremo sul do Sri Lanka, no Oceano Índico, perto da pequena cidade de Dondra e de Galle, na Província do Sul, na parte meridional do Sri Lanka. O farol de Dondra Head, as ruínas de vários templos hindus de Tenawaram e um vihara (templo budista) ficam nas proximidades.
Dondhra foi até final do século XVI um histórico templo hindu. A sua divindade principal era Tenavarai Nayanar e no seu apogeu foi um dos lugares religiosos mais famosos da ilha, contendo um milhar de estátuas.